# Битва за Тетово
Битва за Тетово (макед. Битка кај Тетово, алб. Beteja e Tetovës) — самое крупное военное сражение конфликта 2001 года в Республике Македония, в котором приняли участие македонские силовики и албанские повстанцы из Армии национального освобождения (АНО) за контроль над городом Тетово.

## Предыстория

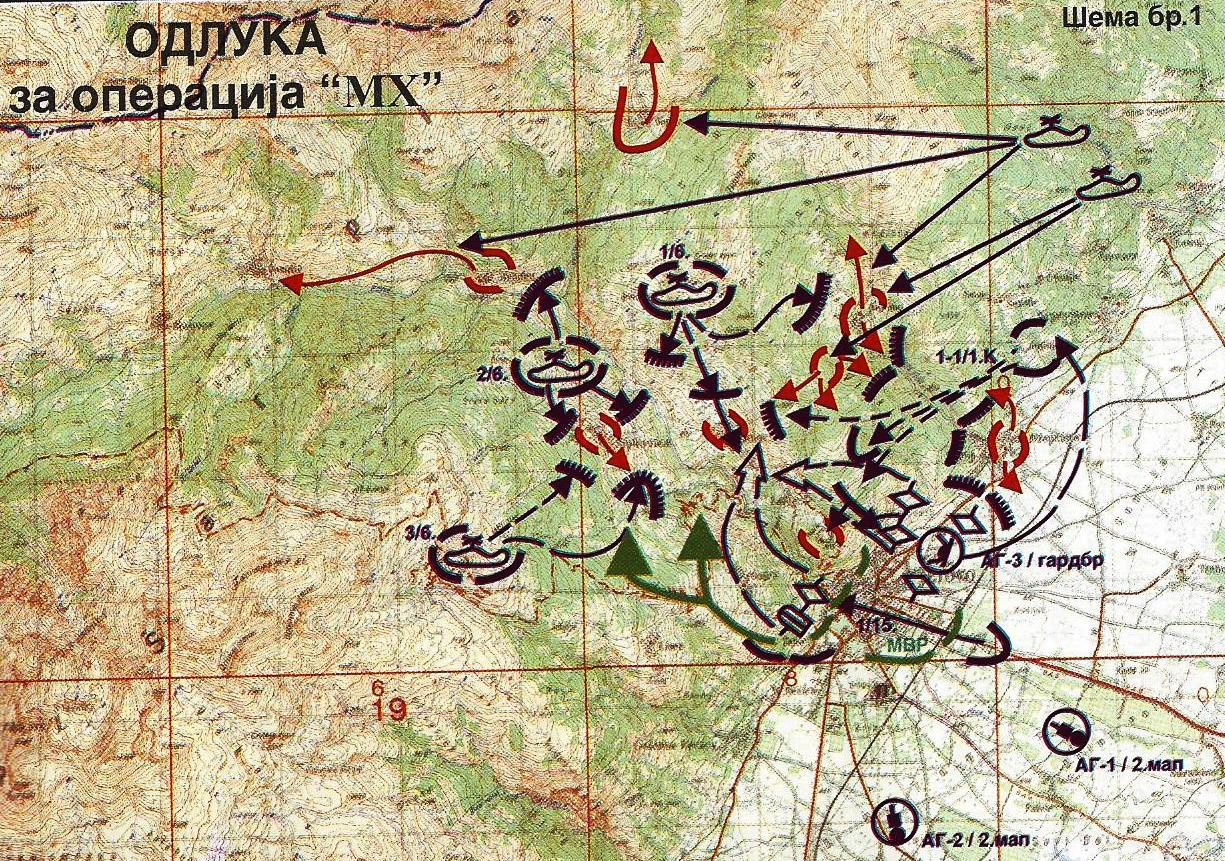
Карта боевых действий в Тетове и окрестностях.

Тетово — крупный македонский город, большинство населения которого являются этническими албанцами. В 1990-х годах начался распад Югославии, и более 2000 этнических албанцев вышли на улицы Тетово, требуя отделения от Социалистической Республики Македония и присоединения к Албании. Самоопределение для этнического меньшинства не было предусмотрено конституцией Социалистической Республики Македония, в знак протеста албанцы Республики Македония бойкотировали референдум о независимости от Югославии и, таким образом, почти не были представлены в новом правительстве независимой страны. Город Тетово стал штаб-квартирой для новых албанских политических партий, которые Республика Македония считала неконституционными. Напряжённость с властью усилилась, когда Тетово вместе с городом Гостиваром приютили на своей территории несколько тысяч боснийских мусульманских беженцев, искавших спасения от Боснийской войны.
До начала бомбардировок НАТО Югославии в 1999 году Тетово было тыловой базой для бойцов Армии освобождения Косова (АОК), а затем приняло более чем 100 000 косовских беженцев Косовской войны. Президент Македонии Киро Глигоров разработал план по перераспределению косовских беженцев в Албанию через специальный коридор, но он не сработал, и беженцы начали собираться в городах Тетово, Гостивар, а также в других городах страны, где была существенная доля албанского населения. Больницы Тетова принимали на лечение пострадавших бойцов АОК. Являясь неофициальной столицей этнических албанцев в Республике Македония, Тетово было перенаселено беженцами из Косово, а также размещало на своей территории боеприпасы для последующей передаче силам АОК.
В 1997 году мэр Тетово Алайдин Демири был посажен в тюрьму за то, что поднял флаг Албании над ратушей Тетова в ходе восстания этнических албанцев, а в 2000 году произошла вспышка боевых действий в Танушевцах, которая затем перекинулась на города Гостивар и Тетово. Албанцы сформировали Армию национального освобождения, бойцы которой начали захватывать территорию в общине Тетова и продвигаться к городу. Перестрелки между повстанцами и правительственными войсками стали обычным явлением и в других частях страны. C весны 1998 года Тетово стало крупной тыловой базой для бойцов АОК и оказалось втянуто в Косовскую войну, а некоторые албанские командиры были уроженцами Тетова, в том числе Бардхил Махмути. Многие албанцы в Тетове были выпускниками Приштинского университета, до того, как в университете выгнали албанских преподавателей в начале 1990-х годов. До 1991 года Косово и Македония были составной частью единой Югославии, что означало возможность беспрепятственного въезда на эти территории.
На момент начала конфликта в 2001 году македонские силовики имели в своём распоряжении более 3000 солдат, а также небольшое количество бронетехники и артиллерии. По некоторым данным, македонцы имели несколько бронетранспортёров, 105-мм и 122-мм гаубицы, бывшие болгарские танки Т-55. Костяк вооружённых сил составили резервисты на раннем этапе конфликта. Количество солдат и вооружений стало быстро увеличиваться в следующие месяцы, поскольку военные расходы Республики Македония возросли в четыре раза до почти 7 % от ВВП, что привело к крупным закупкам военной техники, главным образом c Украины и из Болгарии. Кроме того, в зону конфликта был направлен спецназ полиции: батальоны «Львы» и «Волки». В период обострения конфликта 1-я механизированная бригада Вооружённых сил Республики Македония в полном составе была размещена в Тетове и в прилегающих районах. С другой стороны, у Армии национального освобождения имелись на вооружении ракеты, штурмовые орудия и миномёты. Основное преимущество албанских повстанцев заключалось в умелом использовании гористого рельефа местности недалеко от города Тетова. Оружие и снаряжение доставлялись повстанцам из Республики Косово через горный хребет Шар-Планина с помощью конных караванов. В горах Балтепе и Кале сохранились древние крепости времён Османской империи, используя которые, албанские повстанцы построили сеть траншей и бункеров.

## Битва

### Первая фаза
Во второй половине дня 16 марта этнические албанцы провели в Тетове националистический митинг. Примерно в это же время македонская полиция попала под пулемётный огонь с холма Балтепес. Конфронтация в Тетово началась, когда около 15 повстанцев открыли огонь из винтовок по македонским силовикам в пригороде Кале, что примерно в 1,2 милях к северу от центра города и недалеко от деревни Сельце. Армия национального освобождения приступила к обстрелу македонских войск снайперами и минометами. Первым погибшим гражданским в Тетове стал водитель такси албанского происхождения, который был убит в первый день восстания в старом османском районе Колтук: македонская полиция открыла огонь из пулемёта без видимых причин, когда основные боевые действия происходили в 2,2 милях от города за пределами Кале возле укреплённых позиций повстанцев в деревне Лавче
Пятнадцать македонских полицейских и германских солдат из НАТО получили ранения, когда казармы на окраине города попали под минометный огонь. На следующий день Федеральное министерство обороны Германии приняло решение направить два танка Леопард 2 из Призрена в Тетово для защиты военной базы. Половина из 1200 германских военнослужащих была передислоцирована в другое место на расстоянии восьми километров от военной базы. К 20 марта в Тетово прибыли ещё 400 германских военнослужащих из KFOR, вместе с боевыми машинами пехоты Мардер и танками Леопард 2. Население города продолжало заниматься своими делами, но улицы стали пустыми. Кафе и магазины опустели, часть города осталась без электричества. Если же люди находились в кафе, то рисковали стать свидетелями перестрелки между повстанцами и македонскими силовиками.
В битве за Тетово македонская армия часто подвергалась обстрелам со стороны мобильных отрядов повстанцев, которыми командовал Гезим Острени. Родившийся в Дебаре в западной части Македонии Гезим Острени был ветераном Югославской народной армии и до апреля 2001 года являлся заместителем командующего Корпусом защиты Косова. Гезим Острени был одним из тех этнических албанцев, которые не видели будущего для себя в македонской армии после независимости, так как в офицерском корпусе доминировали македонцы. Он также являлся автором книги о партизанском движении в Македонии во время Второй мировой войны.
21 марта обе стороны конфликта пошли на кратковременное прекращение огня: в течение дня не было ни единого выстрела. К этому моменту, однако, тысячи жителей покинули город. Оставшиеся жители провели день в тишине, без выстрелов и взрывов, пока обе стороны готовились к продолжению боев. Также в этот день македонская армия атаковала позиции повстанцев на горе Кале под прикрытием артиллерии и стрельбы. 22 марта два местных албанца были застрелены возле футбольного стадиона в восточных районах Тетова. Двое мужчин подъехали на белой машине к македонскому контрольно-пропускному пункту, но их расстреляли, когда они попытались бросить гранаты в КПП. Изображения погибших стали известными в городе, так как они были первыми убитыми повстанцами, что спровоцировало дальнейшее развитие конфликта. Македонцы приступили к усилению сил безопасности и направили в зону конфликта танки Т-55. Затем произошло нападение на солдат вооружённых сил Республики Македония в Вейце, в девяти милях к северу от Тетово. Представитель пресс-службы министерства внутренних дел Республики Македония Стево Пендаровский сделал заявление, что в ходе атаки восемь македонских силовиков были убиты и ещё двое получили ранения. Повстанцы использовали при атаке пулемёты и ракетные пусковые установки. Македонские войска открыли ответный огонь, и повстанцы отступили. Убийство восьми военнослужащих стало большой потерей для страны с численностью всего около двух миллионов человек, что спровоцировало первую ответную гражданскую реакцию македонцев: была создана военизированная организация самообороны в городе Битола в 170 километров к югу от Скопье, откуда родом были четверо погибших солдат. Вооружённые македонцы стали грабить и поджигать магазины, принадлежащие албанцам.
В старом городе Тетово возле церкви Святого Николая контрольно-пропускной пункт македонцев, укреплённый мешками с песком, неоднократно подвергался обстрелу из домов в высокогорье. В течение следующих нескольких дней на близлежащих холмах возле города происходили вооружённые стычки. Македонский вертолёт Ми-17 потерпел крушение при перевозке полицейских на горнолыжную базу на окраине города, в результате чего пилот погиб, а 16 полицейских получили ранения. Большинство повстанцев укрепились на горе Балтепе, где их атаковали македонские подразделения из района Кольтак. Албанцы в ответ использовали пулемётный огонь, снайперов и миномёты. Взрывы снарядов были видны на холмах возле Тетова, что спровоцировало бегство местных жителей из города. На этих холмах укрепились албанские повстанцы, а македонская армия при обстреле холмов попадала по домам, в которых находились местные жители. Сообщений о жертвах среди мирного населения не поступало, но существовала вероятность, что не все жители этого района покинули город.
Спустя короткое время после начала наступления македонская армия выдвинула АНО ультиматум, предоставив повстанцам 24 часа для прекращения военных действий и капитуляции либо чтобы покинуть территорию Республики Македония. По истечении ультиматума вооружённые силы Республики Македония продолжили наступление с использованием всех имеющихся средств против позиций повстанцев. Около 100 бойцов АНО были блокированы в районе Грачаны после отступления из Тетово и оказали яростное сопротивление пехотным подразделениям вооружённых сил Македонии, которые старались избегать прямого вооружённого противостояния.

### Вторая фаза
6 июня было инициировано ещё одно соглашение о прекращении огня, которое длилось восемнадцать дней. Незадолго до полудня 22 июля огонь из пулемёта и стрелкового оружия снова нарушил тишину. 23 июля представители Соединённых Штатов Америки и Европейского союза провели встречу с президентом Республики Македония Борисом Трайковским в Скопье, когда сражения начали достигать пригорода Тетова. 23 июля македонцы впервые применили украинские вертолеты Ми-24 в ответ на миномётный огонь повстанцев, в результате которого пострадали 20 гражданских лиц в районе Колтук. Несмотря на усиление в виде новых вертолётов и превосходящую огневую мощь, македонская армия не имела достаточного успеха в наступлении, так как отсутствовал опыт участия в партизанской войне, и поэтому армия атаковала повстанцев преимущественно в лоб. Укрепившись на холмах и горах возле Тетова, имея десятки населённых албанцами деревень за спиной, повстанцы знали, что их военные позиции в районе очень сильны.
В районе Дреновач повстанцы и правительственные войска участвовали в ожесточённых боях за спортивный стадион города. Македонские солдаты не смогли удержать стадион и контрольно-пропускной пункт, в результате чего повстанцы укрепились в пятидесяти ярдах от центра города. Македонские солдаты приказали жителям района покинуть свои дома. Во время ожесточённых боев, которые охватили Тетово с 22 по 24 июля, 12-летняя албанская девушка Иехина Салиу была смертельно ранена в Порой. 23 июля в результате обстрела Пороя погибло девять мирных жителей. Журналист Джефф Били, который освещал ход конфликта, оказался в ловушке в подвале дома во время бомбардировки. Он заявил, что атака была осуществлена бойцами АНО, так как полицейских сил не было в том районе, и что основная масса пострадавших были гражданскими. В результате атаки получили ранения 13 гражданских лиц и пять правительственных солдат. Македонские правительственные силы также обстреляли деревни возле Тетова, которые находились под контролем албанских повстанцев.

### Последняя фаза
8 августа завершились мирные переговоры в Охриде. К тому времени Тетово стало практически призрачным городом, большинство его жителей бежали из зоны боевых действий. 12 августа 2001 года десять этнических албанцев в деревне Люботен были убиты правительственными войсками — очевидно, в отместку за убийство восьми македонских спецназовцев, взорванных наземными минами, и десяти других солдат, убитых засадой АНО. Восемь македонских солдат были убиты и ещё восемь получили ранения утром 10 августа, когда военный грузовик наехал на две противотанковые мины на просёлочной дороге к северу от Скопье.
Резня в Люботене стала предметом международного разбирательства, министр внутренних дел Республики Македония Любе Бошкоский предстал перед Гаагским трибуналом. 9 августа президент Республики Македония Борис Трайковский уволил начальника штаба македонской армии генерала Панде Петровского после нападения на военный конвой. Панде Петровский заявил в Совете национальной безопасности, что он лично берет на себя ответственность за жертвы. На его должность был назначен генерал Методий Стамболиски. За два месяца командование Вооружёнными силами Республики Македония поменялось уже в четвертый раз, что стало ещё одним признаком неспособности македонской армии справиться с восстанием.
На следующий день повстанцы атаковали казармы македонской армии в центре Тетово: чёрный дым горящей техники и помещений был виден над северным и юго-западным пригородами города. Часть бараков и бронетранспортёров были уничтожены в бою. АНО атаковала армейские казармы в городе Тетово, используя пулемёты и гранатомёты, один македонский солдат погиб. В ответ Совет национальной безопасности Республики Македония распорядился начать новое наступление против АНО. Македонские войска нанесли удар по пригороду Теке: линия соприкосновения комбатантов прошла по кладбищу района.

## Последствия
13 августа представители Республики Македония и Албании подписали Охридское соглашение, которое положило конец основной части боевых действий. В течение следующих нескольких месяцев войска НАТО и Республики Македонии занимались разоружением бойцов АНО в ходе операции «Богатый урожай». По данным Международного движения Красного Креста и Красного Полумесяца, в результате боевых действий 76 000 человек стали беженцами. Несмотря на то, что основной конфликт окончился 13 августа, стычки и перестрелки продолжали происходить по всей общине Тетово. 14 августа македонский полицейский был застрелен повстанцами в Тетово, что стало ударом по соглашению о прекращении огня. Один из командиров АНО также сделал заявление, что гражданское лицо получило ранения после стрельбы полицейских на македонском контрольно-пропускном пункте Дреновец в пригороде Тетово.
Представитель НАТО в Скопье сделал заявление, что военные альянса останутся в стране и проконтролируют процесс разоружения АНО, так как албанские повстанцы под влиянием военных успехов продолжают верить в возможность продолжения восстания. Часть повстанцев АНО отказались сдать оружие и остались на своих позициях, но македонская армия и полувоенная полиция нанесли серию поражений повстанцам в Тетово и Куманово, а также в Аракиново на окраине Скопье. 12 ноября трое македонских полицейских попали в засаду и погибли в деревне Требос возле Тетова.